# Бархатница диана
Бархатница диана или Диана (Lethe diana) — дневная бабочка из семейства Бархатницы.

## Описание
Длина переднего крыла 25—27 мм. Размах крыльев: 45—55 мм. Основной фон верхней стороны крыльев одноцветный, бархатистый, тёмно-коричневый. На передних крыльях имеется небольшая косая беловатая перевязь у переднего края выше передней ячейки. Снизу на передних крыльях данная перевязь более широкая, между ней и вершиной имеется два небольших глазка. На нижней стороне задних крыльев располагается крупный глазок у переднего края, а ещё пять глазков находится у внешнего края крыльев, из которых более крупные находятся в анальном углу крыла.

## Ареал и местообитание
Распространена в южной и западной частях острова Сахалин, Южных Курилах, южном Приморье, Японии, Корее, Китае. Многочисленна в южной части острова Сахалин и на острове Кунашир.
Населяет пойменные, долинные и горные леса на высотах до 600—700 м н.у.м.

## Биология
На протяжении года развивается одно поколение. Время лёта бабочек — в июле-августе. Самки откладывают яйца по одному. Гусеницы питаются на бамбуке, включая курильский бамбук. Зимуют гусеницы четвёртого возраста.